# 빈고사이조역
빈고사이조역(일본어: 備後西城駅)은 일본 히로시마현 쇼바라시에 위치한 서일본 여객철도 게이비 선의 철도역이다. 상대식 승강장 2면 2선의 구조를 갖춘 지상역이다.

## 타는 곳
| 1 | ■ 게이비 선 | 하행 | 미요시 · 히로시마 방면 |
| 2 | ■ 게이비 선 | 상행 | 빈고오치아이 방면      |

## 역 주변
- 쇼바라 시 사이조 지소
- 국도 제183호선

## 역사
- 1934년 3월 15일 : 쇼바라 선이 빈고쇼바라역부터 연장해, 그 종착역으로서 개업.
- 1935년 12월 20일 : 쇼바라 선이 빈고오치아이역까지 연장, 도중역이 되었다.
- 1936년 10월 10일 : 쇼바라 선이 산신 선으로 편입되어, 이 역도 그 소속으로 한다.
- 1937년 7월 1일 : 산신 선이 게이비 선의 일부로 되어, 이 역도 그 소속으로 한다.
- 1985년 12월 1일 : 무인역화.
- 1987년 4월 1일 : 일본국유철도 분할 민영화에 의해, 서일본 여객철도가 승계.
- 2002년
  - 3월 23일 : 다이어 개정.
  - 가을 경 : 부활동의 귀택생주대책으로서, 빈고쇼바라 역 발착 편을 등교일에 제한해 여기까지 연장한다.
- 2006년 7월 18일 : 폭우에 의해 빈고오치아이 역 - 히바야마역 간에 데규모 사면붕괴가 발생해, 게이비 선은 빈고오치아이 역 - 이 역 간에 운행이 통제되었다. 이것에 의해, 7월 20일부터 이 역 부터의 대행 버스가 운행한다.
- 2007년 4월 1일 : 복구 공사가 완료해, 전 노선 운행 재개.
- 2012년 3월 17일 : 다이어 개정으로 운행 대수가 감소. 이 역 회송 열차가 감소.

## 인접 역
| 서일본 여객철도 게이비 선 | 서일본 여객철도 게이비 선 | 서일본 여객철도 게이비 선 |
| ------------------------- | ------------------------- | ------------------------- |
| 빈고오치아이 니미 방면    | ■ 게이비 선               | 히라코 히로시마 방면      |